# ينس شميت
ينس شميت (بالألمانية: Jens Schmidt)‏ (و. 1963  م) هو لاعب كرة قدم، من ألمانيا، ولد في كيمنتس، يلعب كحارس مرمى.

## روابط خارجية
- ينس شميت على موقع قاعدة بيانات كرة القدم.إي يو (الإنجليزية)
- ينس شميت على موقع بيانات كرة القدم. دي إي (الألمانية)
- ينس شميت على موقع ناشيونال فوتبول تيمز (الإنجليزية)
- ينس شميت على موقع عالم كرة القدم.نت (الإنجليزية)